# Tu từ học
Tu từ học (tiếng Anh: Rhetoric) là nghệ thuật thuyết phục hay thuật hùng biện. Đây là một trong ba nghệ thuật diễn ngôn cổ đại (trivium) cùng với ngữ pháp và logic/biện chứng. Là một ngành học thuật trong khoa học nhân văn, tu từ học nhằm mục đích nghiên cứu các kỹ thuật mà người nói hoặc người viết sử dụng để truyền đạt thông tin, thuyết phục và thúc đẩy khán giả của họ. Bản thân thuật ngữ "tu từ học" bắt nguồn từ tiếng Hy Lạp "rhētorikē" có nghĩa là "nghệ thuật hùng biện" hoặc "nghệ thuật nói trước công chúng". Từ thời Hy Lạp cổ đại đến cuối thế kỷ 19, tu từ học được đánh giá cao và được coi là một kỹ năng thiết yếu đối với bất kỳ ai muốn tham gia vào đời sống công cộng, chính trị và tố tụng pháp lý.
Aristotle định nghĩa tu từ học là "khả năng quan sát trong bất kỳ trường hợp nào các phương tiện thuyết phục có sẵn", và vì sự thành thạo nghệ thuật này là cần thiết để giành chiến thắng trong một vụ kiện tụng, để thông qua các đề xuất trong hội đồng hoặc để nổi tiếng với tư cách là một diễn giả trong các nghi lễ dân sự, ông gọi nó là "sự kết hợp giữa khoa học logic và nhánh đạo đức của chính trị". Aristotle cũng xác định ba lời kêu gọi khán giả có sức thuyết phục: logos, pathos và ethos. Năm quy tắc của hùng biện, hay các giai đoạn phát triển bài phát biểu thuyết phục, lần đầu tiên được hệ thống hóa ở Đế chế La Mã: sáng tạo, sắp xếp, phong cách, trí nhớ và truyền đạt.

## Lịch sử và phát triển
Nguồn gốc và sự phát triển của Tu từ học có nguồn gốc từ Hy Lạp cổ đại, nơi nó lần đầu tiên xuất hiện như một ngành học có ý nghĩa to lớn. Một số ví dụ sớm nhất về thuật hùng biện có thể được tìm thấy trong các tác phẩm tiếng Akkad của công chúa và nữ tư tế Enheduanna (khoảng năm 2285–2250 TCN). Trong các tác phẩm của Enheduanna đã thể hiện nhiều đặc điểm tu từ sau này trở thành kinh điển ở Hy Lạp cổ đại. "Sự tôn vinh Inanna" của Enheduanna bao gồm kỹ thuật một đoạn tạo mở đầu, lập luận và đoạn kết, cũng như đề cập các yếu tố về ethos, pathos, logos và phép ẩn dụ.

### Plato
Plato (427–347 TCN) đã phác thảo sự khác biệt giữa hùng biện đúng và sai trong một số cuộc đối thoại - đặc biệt là cuộc đối thoại Gorgias và cuộc đối thoại Phaedrus. Đây là những cuộc đối thoại mà Plato viết lại để phản đối quan niệm ngụy biện rằng nghệ thuật thuyết phục (nghệ thuật của những nhà ngụy biện, mà ông gọi là "tu từ học"), có thể tồn tại độc lập với nghệ thuật biện chứng. Plato tuyên bố rằng vì những nhà ngụy biện chỉ kêu gọi những gì có vẻ có thể xảy ra, nên họ không thúc đẩy học sinh và khán giả của mình, mà chỉ đơn giản là nịnh họ bằng những gì họ muốn nghe. Trong khi sự lên án hùng biện của Plato rất rõ ràng trong đối thoại Gorgias, thì trong Phaedrus, ông gợi ý về khả năng có một nghệ thuật thực sự trong đó hùng biện dựa trên kiến thức do biện chứng tạo ra. Ông dựa vào một hùng biện có thông tin biện chứng để kêu gọi nhân vật chính, Phaedrus, tiếp tục hướng đến triết học. Do đó, hùng biện của Plato thực sự là biện chứng (hoặc triết học) "hướng" đến những người chưa phải là triết gia và do đó chưa sẵn sàng theo đuổi biện chứng trực tiếp. Sự thù địch của Plato đối với hùng biện và chống lại những người theo chủ nghĩa ngụy biện không chỉ xuất phát từ những tuyên bố khoa trương của họ về việc dạy đức hạnh và sự phụ thuộc của họ vào vẻ bề ngoài, mà còn từ thực tế là thầy của ông, Socrates, đã bị kết án tử hình sau những nỗ lực của những người theo chủ nghĩa ngụy biện.
Tuy nhiên, một số học giả coi Plato không phải là người phản đối hùng biện mà là một nhà lý thuyết hùng biện tinh tế, người đã kịch tính hóa thực hành hùng biện trong các cuộc đối thoại của mình và tưởng tượng hùng biện không chỉ là hùng biện.

### Aristotle
Aristotle (384–322 TCN) là học trò của Plato, người đã đưa ra một chuyên luận mở rộng về hùng biện mà ngày nay vẫn được nghiên cứu như tác phẩm kinh điển về nghệ thuật hùng biện và tu từ học. Trong câu đầu tiên của Nghệ thuật hùng biện, Aristotle nói rằng "hùng biện là phản biện của biện chứng". Ông đã phát triển ba phương thức thuyết phục chính: ethos (độ tin cậy của người nói), pathos (khơi gợi cảm xúc) và logos (lý luận logic).

### Đế chế La Mã
Trong thời kỳ Đế chế La Mã, hùng biện thậm chí còn nổi bật hơn. Các chính trị gia và luật sư La Mã được kỳ vọng là những nhà hùng biện tài năng, và hùng biện được coi là một công cụ thiết yếu để thành công trong đời sống công cộng. Các nhà hùng biện La Mã có ảnh hưởng như Cicero và Quintilian đã đóng góp vào sự phát triển và tinh chỉnh các lý thuyết hùng biện. De Inventione của Cicero và Institutio Oratoria của Quintilian đã trở thành những văn bản nền tảng trong nghiên cứu về Tu từ học, cung cấp những hiểu biết sâu sắc về lập luận, phong cách và vai trò của nhà hùng biện trong xã hội; các tác phẩm của họ vẫn được nghiên cứu cho đến ngày nay.

### Thời Trung cổ
Sau khi Đế chế La Mã phương Tây tan rã, việc nghiên cứu về hùng biện vẫn tiếp tục đóng vai trò trung tâm trong việc nghiên cứu nghệ thuật ngôn từ. Tuy nhiên, việc nghiên cứu nghệ thuật ngôn từ đã suy giảm trong nhiều thế kỷ, sau đó là sự gia tăng dần dần của giáo dục chính quy, lên đến đỉnh điểm là sự trỗi dậy của các trường đại học thời trung cổ. Hùng biện đã chuyển đổi trong giai đoạn này thành nghệ thuật viết thư (ars dictaminis) và viết bài giảng (ars praedicandi). Là một phần của bộ ba, hùng biện là thứ yếu so với việc nghiên cứu logic, và việc nghiên cứu nó mang tính học thuật cao: sinh viên được giao các bài tập lặp đi lặp lại về việc tạo ra các bài diễn thuyết về các chủ đề lịch sử (suasoriae) hoặc về các câu hỏi pháp lý cổ điển (controversiae).

### Thời cận đại
Một nhân vật có ảnh hưởng trong sự hồi sinh của sự quan tâm đến hùng biện cổ điển là Erasmus (khoảng 1466–1536). Tác phẩm năm 1512 của ông, De Duplici Copia Verborum et Rerum (còn được gọi là Copia: Nền tảng của Phong cách phong phú), đã được xuất bản rộng rãi (đã trải qua hơn 150 lần xuất bản trên khắp châu Âu) và trở thành một trong những giáo trình cơ bản của trường học về chủ đề này. Cách xử lý hùng biện của nó ít toàn diện hơn so với các tác phẩm kinh điển thời cổ đại, nhưng cung cấp cách xử lý truyền thống về res-verba (vật chất và hình thức).
Vào giữa thế kỷ 16, sự trỗi dậy của hùng biện bản địa - những tác phẩm được viết bằng tiếng Anh thay vì các ngôn ngữ cổ điển. Tuy nhiên, việc tiếp nhận các tác phẩm bằng tiếng Anh diễn ra chậm chạp do định hướng học thuật mạnh mẽ đối với tiếng Latin và tiếng Hy Lạp. The Art or Crafte of Rhetoryke của Leonard Cox (khoảng năm 1524–1530; ấn bản thứ hai xuất bản năm 1532) là văn bản sớm nhất về hùng biện bằng tiếng Anh; phần lớn là bản dịch tác phẩm của Philipp Melanchthon. The Arte of Rhetorique (1553) của Thomas Wilson trình bày cách xử lý hùng biện truyền thống, ví dụ, năm quy tắc chuẩn của hùng biện. Các tác phẩm đáng chú ý khác bao gồm The English Secretorie (1586, 1592) của Angel Day, The Arte of English Poesie (1589) của George Puttenham và Foundacion of Rhetorike (1563) của Richard Rainholde.
Có lẽ sự phát triển có ảnh hưởng nhất trong phong cách tiếng Anh xuất phát từ công trình của Hội Hoàng gia (thành lập năm 1660), nơi đã thành lập một ủy ban vào năm 1664 để cải thiện tiếng Anh. Trong số các thành viên của ủy ban có John Evelyn (1620–1706), Thomas Sprat (1635–1713) và John Dryden (1631–1700). Sprat coi "nói hay" là một căn bệnh, và nghĩ rằng một phong cách đúng đắn phải "từ chối mọi sự khuếch đại, lạc đề và sự phình to của phong cách" và thay vào đó "trở lại sự thuần khiết và ngắn gọn ban đầu".

## Tu từ học hiện đại
Vào đầu thế kỷ 20, đã có sự hồi sinh của nghiên cứu tu từ thể hiện ở việc thành lập các khoa tu từ và diễn thuyết tại các học viện, cũng như sự hình thành các tổ chức chuyên nghiệp quốc gia và quốc tế. Sự quan tâm ban đầu đối với các nghiên cứu tu từ là một phong trào thoát khỏi diễn thuyết như được giảng dạy trong các khoa tiếng Anh tại Hoa Kỳ và một nỗ lực tập trung lại các nghiên cứu tu từ từ chỉ truyền đạt sang sự tham gia của công dân và một "sự phức tạp phong phú" về bản chất của tu từ.
Đến những năm 1930, những tiến bộ trong công nghệ truyền thông đại chúng đã dẫn đến sự hồi sinh của nghiên cứu tu từ, ngôn ngữ, thuyết phục và tu từ chính trị cùng những hậu quả của nó. Sự thay đổi về mặt ngôn ngữ trong triết học cũng góp phần vào sự hồi sinh này. Thuật ngữ tu từ đã được áp dụng cho các hình thức truyền thông khác ngoài ngôn ngữ nói, ví dụ như tu từ trực quan, "tu từ thời gian", và "sự thay đổi về mặt thời gian" trong lý thuyết và thực hành tu từ.
Sự phát triển của quảng cáo và các phương tiện truyền thông đại chúng như nhiếp ảnh, điện báo, phát thanh và phim đã đưa tu từ trở nên nổi bật hơn trong cuộc sống của mọi người. Ngành hùng biện đã được sử dụng để nghiên cứu cách quảng cáo thuyết phục, và giúp hiểu được sự lan truyền của tin tức giả mạo và các thuyết âm mưu trên mạng xã hội.